# Paynesville (Minnesota)
Pour les articles homonymes, voir Paynesville.
Paynesville est une ville dans le comté de Stearns dans l'État du Minnesota aux États-Unis.

## Géographie
Selon le bureau du recensement des États-Unis la ville s'étend sur 47,50 km2.

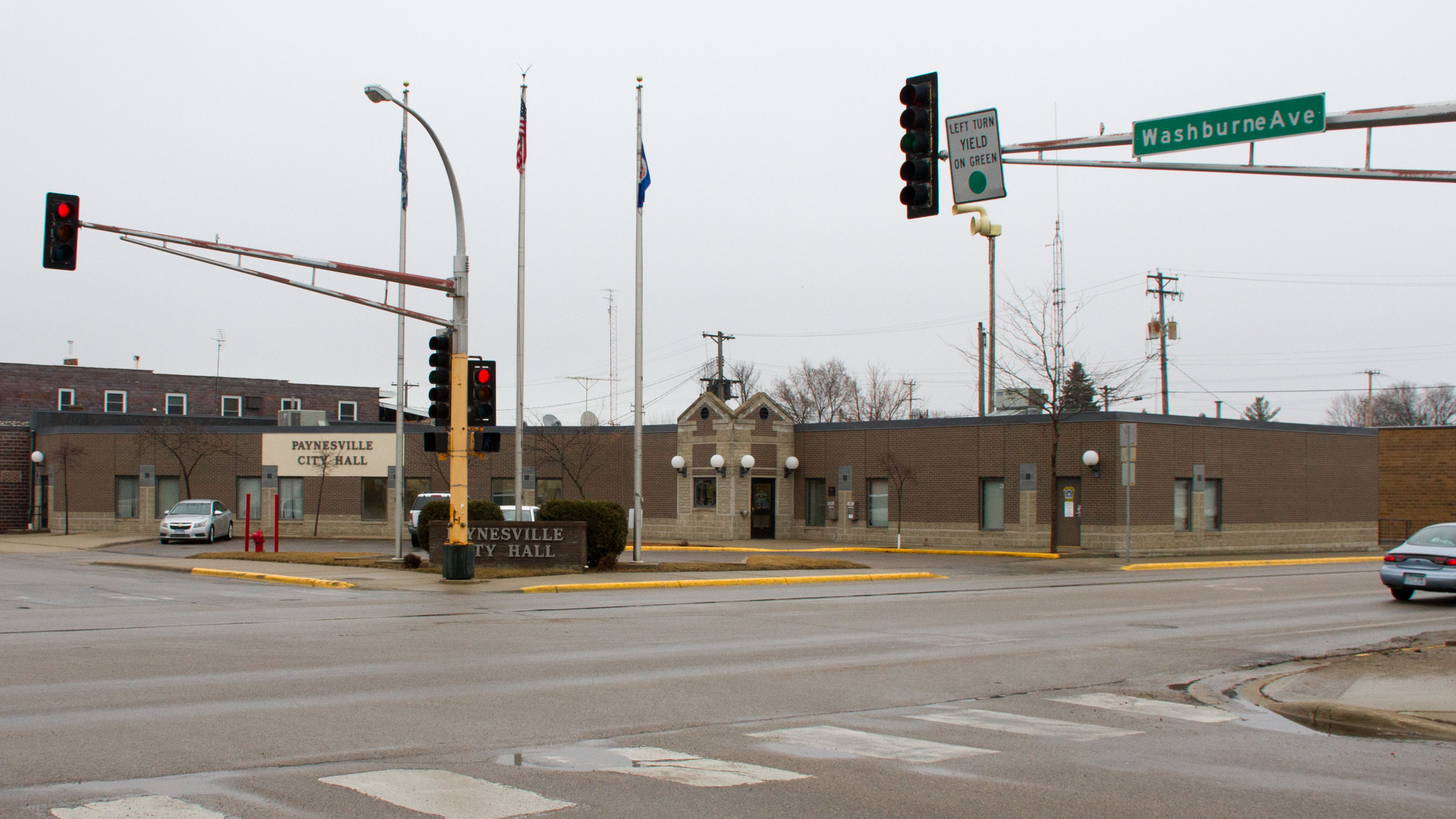
Mairie de Paynesville

## Démographie
D'après les chiffres obtenus lors du recensement de 2010, la ville est peuplée de 2 432 personnes. La densité de population est de 191,0 habitants par kilomètre carré. La population de la ville est composée à 97,0 % de blanc, à 0,1 % d'amérindiens, à 0,5 % d'afro-américains et à 2,4 % de personnes d'autres origines.
| 1890 | 1900 | 1910 | 1920  | 1930  |
| ---- | ---- | ---- | ----- | ----- |
| 352  | 373  | 901  | 1 060 | 1 121 |

| 1940  | 1950  | 1960  | 1970  | 1980  |
| ----- | ----- | ----- | ----- | ----- |
| 1 317 | 1 503 | 1 754 | 1 920 | 2 140 |

| 1990  | 2000  | 2010  | - | - |
| ----- | ----- | ----- | - | - |
| 2 275 | 2 267 | 2 432 | - | - |